# Línea 227 (Suburbanos Montevideo)
La línea 227 de la red de transporte suburbano de Montevideo une terminal Baltasar Brum con Playa Pascual, balneario ubicado en el departamento de San José.

## Historia
En 1966 la línea 127 es extendida hacia la Playa Pascual, en el departamento de San José. En 1974 el gobierno de Montevideo dispone que todas aquellas líneas que crucen el límite departamental se les agregue el dos en su centena inicial. Es por eso, que ese mismo año,  se decide crear la línea 227 a modo de continuar prestando el servicio hacia Playa Pascual, el que hasta entonces prestaba la línea 127, la cual, debería a partir de ese entonces, establecer su última parada en el límite departamental, específicamente en la Barra del Santa Lucía.
Al poco tiempo de iniciada sus operaciones, al ser considerada como una línea suburbana, debió establecer sus operaciones desde la entonces Terminal Goes, sobre la Avenida General Flores. Hasta que en los años noventa se trasladó a la Terminal Baltasar Brum.

## Recorridos
Partiendo desde la Terminal Baltasar Brum circula por los barrios Centro, Aguada, Bella Vista, Capurro, Prado, Paso Molino, Belvedere, Nuevo París, Diecinueve de Abril, Nuevo Sarandí, Paso de la Arena, Las Flores, el pueblo Santiago Vázquez y los barrios de San Fernando Chico, Villa Rives, San Fernando, Coronel Adrián Medina, Autódromo y Playa Pascual de Ciudad del Plata.
| Partida Andén 23 (Terminal Baltasar Brum) - Río Branco - Galicia - República - Cerro Largo - Avenida Daniel Fernández Crespo - Avenida de Las Leyes - Avenida Agraciada - San Quintín - Juan Pandiani - Avenida Carlos María Ramírez - Bulevar Manuel Herrera y Obes - Avenida Luis Batlle Berres - (Terminal Paso de la Arena) - Avenida Luis Batlle Berres - Ruta 1 vieja - Avenida Río de la Plata - Rambla Costanera - Playa Pascual | Retorno (Playa Pascual) - Río de la Plata - Ruta 1 Vieja - Avenida Luis Batlle Berres - (Terminal Paso de la Arena) - Avenida Luis Batlle y Berres - Avenida Carlos María Ramírez - Avenida Agraciada - Avenida de Las Leyes - Madrid - Magallanes - Galicia - República - Uruguay - Ciudadela - Rambla Franklin Delano Rooselvelt - Galicia - Terminal Baltasar Brum |

En tal recorrido, algunos de sus servicios acceden al barrio Delta del Tigre y Playa Penino. 
| Partida Andén 1 (Terminal Baltasar Brum) (Ruta habitual desde Terminal Baltasar Brum) - Avenida Luis Batlle Berres - Ruta 1 Vieja - Avenida Delta del Tigre - Avenida de las Perlas - Manila - Malecón - Avenida de la Goleta - Boreal - Oficial 1 - Badajoz - Granada - Madrid - Málaga - Uruguay - General Artigas - Carlos Roldán - Quijote - San Martín - Bulevar Edison - Artigas Santa Mónica |

## Línea directa
A diferencia del resto de recorridos, el servicio directo parte desde el barrio de Tres Cruces, teniendo su primera parada sobre la calle Goes. Como servicio directo se caracteriza por tener menos descensos y ascensos en su recorrido. 
| Partida - Goes y Acevedo Díaz - Juan Paullier - Salvador Ferrer Serra - Martín Martínez - Eduardo Víctor Haedo - Bulevar Artigas - Avenida Agraciada - Carlos María Ramírez - Bulevar Manuel Herrera y Obes - Avenida Luis Batlle y Berres - Ruta 1 vieja - Avenida Río de la Plata Playa Pascual |